# Lærke Møller
Lærke Møller (ur. 14 stycznia 1989 roku w Aalborgu), duńska piłkarka ręczna, reprezentantka kraju, rozgrywająca. Obecnie występuje w GuldBageren Ligaen, w drużynie FC Midtjylland Håndbold.

## Sukcesy

### klubowe
- Mistrzostwa Danii:
  -  2011
  -  2009
  -  2007
- Puchar EHF:
  -  2011